# رودريغو (لاعب كرة قدم مواليد 1987)
رودريغو (بالبرتغالية: Rodrigo Fagundes de Freitas‏) هو لاعب كرة قدم برازيلي، ولد في 10 مارس 1987 في Coxim ‏ في البرازيل.